# Andriej Jeszczenko
Andriej Olegowicz Jeszczenko, ros. Андрей Олегович Ещенко (ur. 9 lutego 1984 w Irkucku, Rosyjska FSRR) – rosyjski piłkarz, grający na pozycji obrońcy.

## Kariera piłkarska

### Kariera klubowa
Wychowanek SDJuSSz "Zenit" w Irkucku. W 2003 rozpoczął karierę piłkarską w Zwiezdzie Irkuck. W 2005 przeszedł do klubu FK Chimki. W 2006 podpisał kontrakt z Dynamem Kijów, z którym zdobył Puchar Ukrainy. Nie wywalczył jednak miejsca w podstawowym składzie Dynama i został wypożyczony do Dinama Moskwa. Sezon 2007/08 rozpoczął w klubie Dnipro Dniepropietrowsk. W latach 2009–2011 grał na wypożyczeniu w Arsenale Kijów. Po wygasnięciu kontraktu z Dynamem Kijów powrócił do Rosji, gdzie został piłkarzem Wołgi Niżny Nowogród. W 2012 roku przeszedł do Łokomotiwu Moskwa. W 2013 roku został zawodnikiem Anży Machaczkała. W 2014 roku został wypożyczony do Kubania Krasnodar, a w 2016 do Dinama Moskwa. Latem 2016 przeszedł do Spartaka Moskwa.

### Kariera reprezentacyjna
Występował w reprezentacji Rosji U-21. 11 września 2011 zadebiutował w dorosłej reprezentacji w wygranym 4:0 meczu z Izraelem.